# Cachipay
Cachipay es un municipio colombiano de Cundinamarca, ubicado en la Provincia del Tequendama, a 58 kilómetros de Bogotá.  
Su consigna es: "Tierra de Ensueño de Luz y de Amores", gracias a la letra del pasillo compuesto en su honor.

## Toponimia

### Origen lingüístico[3]
- Familia lingüística: Caribe
- Lengua: Panche

### Significado
Cachipay es el nombre panche de la misma palma del chontaduro que también se denomina pejibaye. Actualmente no se ha podido deducir un significado claro. Como muchas otras lenguas, ésta fue exterminada sin siquiera dejar registros documentales para esbozar algún acercamiento a la conformación semántica de este nombre de lugar.
Puede que cachipay tenga los vocablos ca "la casa o territorio", chi "pequeño" indicando el sentido de "la casa del pequeño Pay".

### Origen / Motivación
Se dice que su nombre se dio por una palma del fruto cacipay o chontaduro, encontrada durante la construcción de la estación del tren de Cachipay. Para algunos historiadores el nombre de Cachipay es un homenaje al cacique Petulama; para otros es el nombre de una flor que se daba en esa tierra.

### Nombres históricos
El nombre del municipio, antiguo caserío tiene dos versiones una corresponde a la palma del fruto Cachipay, parecido al corozo, cerca de la estación del Ferrocarril, habría dado el nombre al municipio, la otra al cacique "Cachipay" cuyo nombre significa la Casa o territorio (Ca) del pequeño (chi) Pay, con jurisdicción sobre el resguardo de Petaluma, Cayundá, Calandaima y Naranjal, que habrían dado.

## Geografía
Toda la Provincia del Tequendama se encuentra sobre la vertiente occidental de la Cordillera Oriental; es un terreno abrupto. Cachipay se encuentra sobre la zona más montañosa, su casco urbano mismo es montañoso. La totalidad de sus 56 km² se halla en zonas escarpadas de valles, colinas y montañas. Entre sus colinas se destaca la Cordillera del Frisol que forma los límites con el municipio de La Mesa. Allí se sitúan el Alto del Frisol, por otro lado se puede señalar El Alto y Cuchilla del Águila, que forman la frontera con Anolaima y el Cerro de Tablanca en límites con Zipacón. 
Las vertientes orográficas del municipio son el río Bahamón y Cachipay. En ellos desembocan casi la totalidad de quebradas y caños del territorio. Estos son afluentes del río Curí, que demarca los límites con Quipile. Todos forman parte de la vertiente del Caribe, pues el río Curí desemboca en el río Apulo y este a su vez en el río Bogotá, llegando finalmente al Magdalena.

### Límites municipales
Cachipay se delimita con los siguientes municipios
| Noroeste: Quipile (Río Curí) | Norte: Anolaima | Nordeste: Zipacón |
| Oeste: Quipile (Río Curí)    |                 | Este: Zipacón     |
| Suroeste: La Mesa (Río Curí) | Sur: La Mesa    | Sureste: Zipacón  |

### División Político-Administrativa
Su Cabecera municipal se encuentra dividido en los barrios: Puerto López, El Progreso, Las Palmeras, Centro y Puerta de Cachipay.
Cachipay tiene bajo su jurisdicción el centro poblado: Peña Negra.

### Veredas
Además, el municipio está compuesto con las siguientes veredas:
El Progreso, El Naranjal, Tablanca, Petaluma, Cayundá, Tocarema, Mesitas de Santa Inés, La Uchuta, La María, San Mateo, San José, San Pedro, El Retiro, La Recebera, Mercadillo, La Laguna, El Tolú, Calandaima, San Antonio Alto, San Antonio Bajo, Vaivén, Puerto López.

## Historia

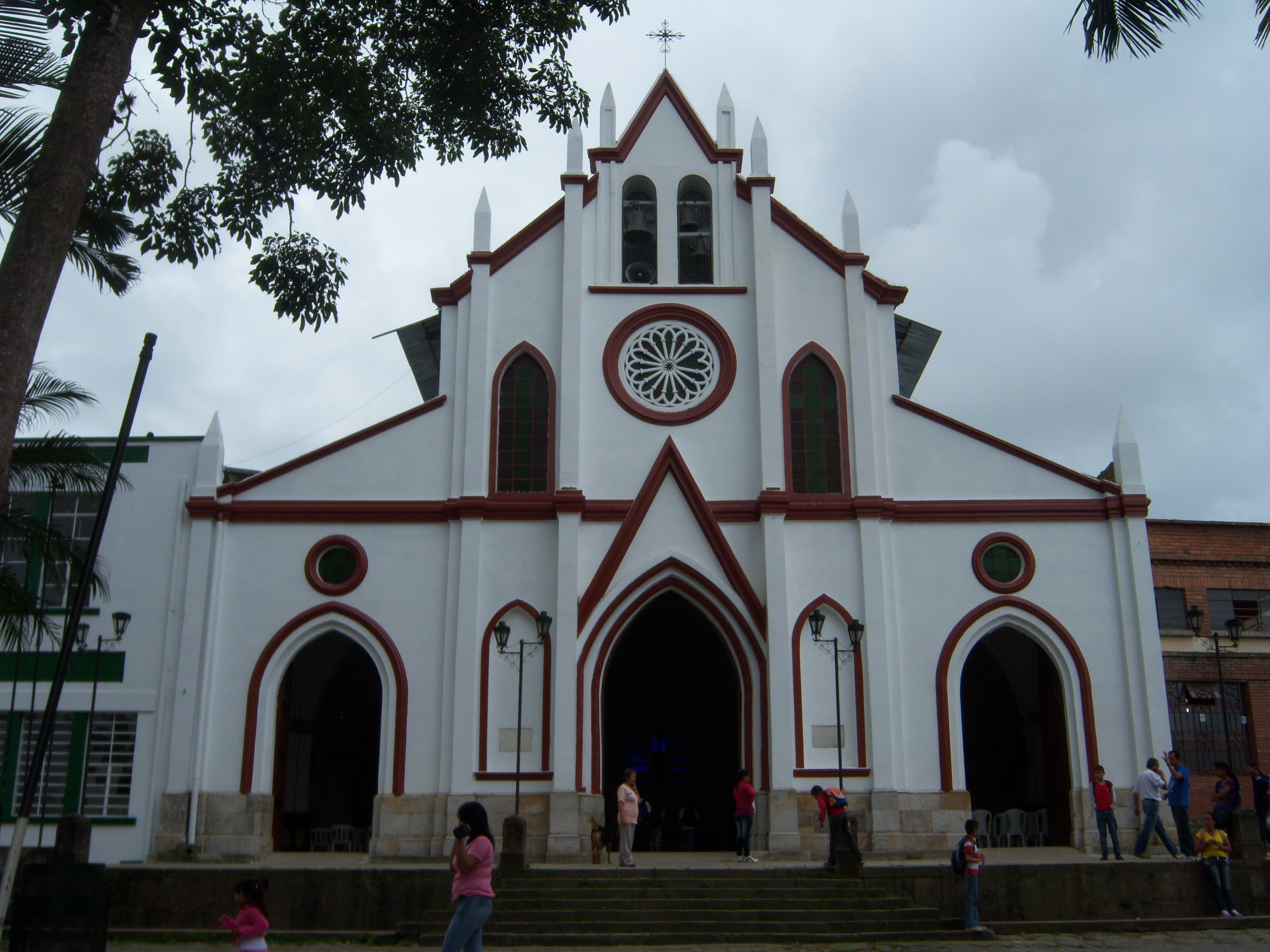
Iglesia católica de Cachipay.

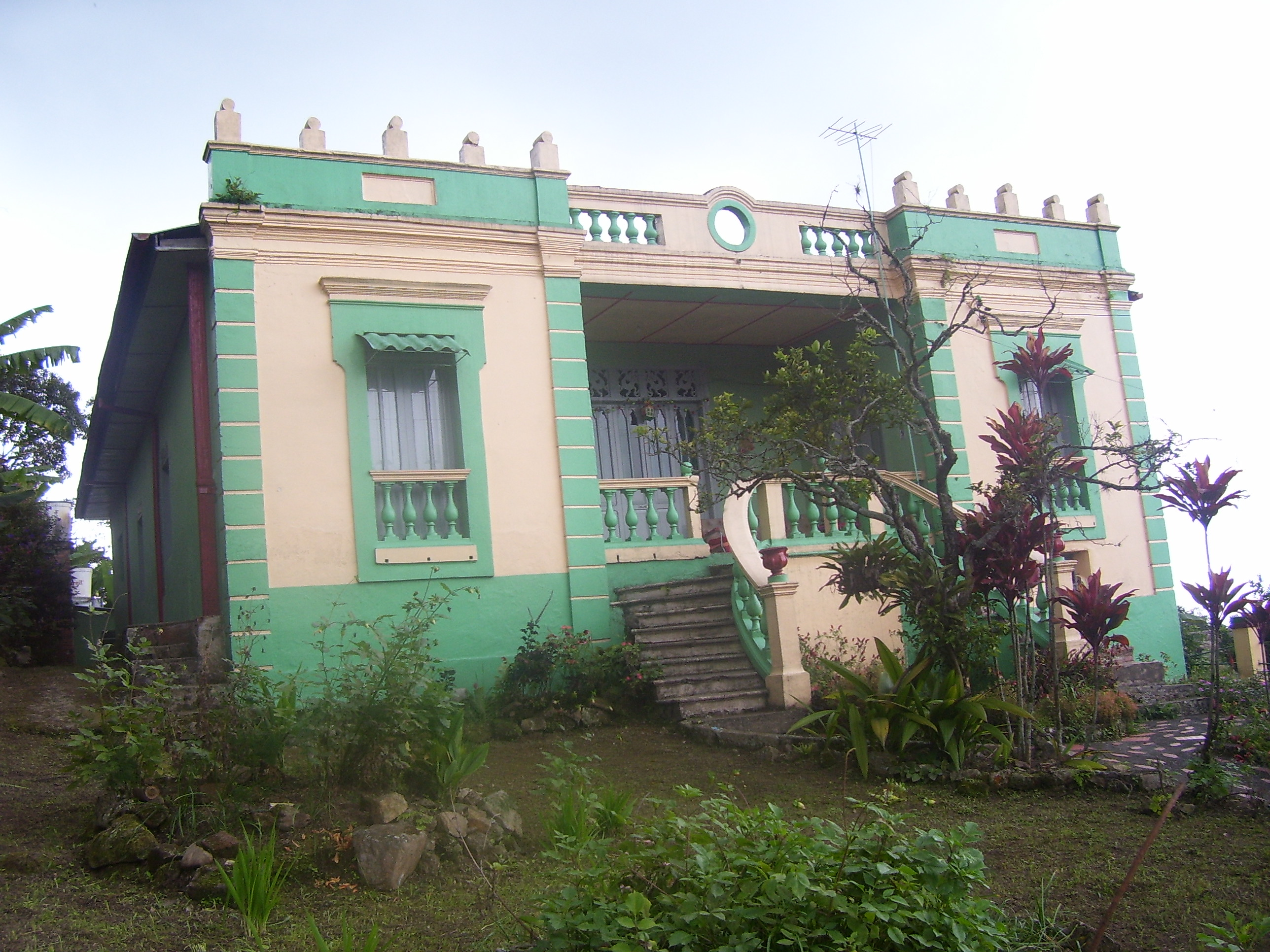
Casa Antigua.

El territorio de Cachipay estuvo habitado en épocas prehispánicas por los indígenas Tocarema de la familia Caribe, tribu de los anolaimas, grupo belicoso que vivió continuos enfrentamientos con los muiscas de la Sabana de Bogotá, a los que asolaron durante muchos años. 
Gonzalo Jiménez de Quesada llegó a la Sabana de Bogotá en 1538 y sometió a los muiscas tras la muerte del Zipa Tisquesusa en Facatativá. El nuevo Zipa, Sagipa, acordó una alianza con el hermano del adelantado, para someter a los panches y tocaremas de las partes bajas.
La expedición de españoles y muiscas se llevó a cabo, y pese a la feroz resistencia de los tocarema fueron sometidos tras la Batalla de Tocarema el 20 de agosto de 1538 por la superior tecnología armamentista, la naturaleza desconocida de la pólvora y los perros entrenados de los peninsulares.
Los indígenas de este sector fueron divididos en pequeños resguardos: Cayundá, Calandaima, Petaluma y el naranjal, sometidos a los españoles que establecieron una retaguardia en esta provincia ante la aparición de nuevos expedicionarios Sebastián de Belalcázar y Nicolás de Federmán.
En este tiempo fueron víctimas de las represalias de los invasores contra el cacique Tocaima por intentar, según los españoles, una alianza para invadir la Sabana de Bogotá. 
En los siguientes años las epidemias de viruela y gripe diezmaron la población indígena y estos territorios quedaron casi inhabitados; su historia está ligada a la de los vecinos municipios de Anolaima, La Mesa y Zipacón.

### República
A finales del siglo XIX después de la Independencia y de la inestabilidad política de la nueva patria, se fueron instalando haciendas ganaderas y agrícolas, en especial en el centro poblado Peña Negra. En algún momento se consolidó un caserío en la ruta del camino real utilizado desde antes de la conquista y que comunicaba comunidades de Zipacón, Anolaima, la Mesa y Peña Negra, lugar de paso obligado que posibilitó el comercio.
En 1910 se iniciaron trabajos para la construcción del ferrocarril Facatativá-Girardot, y ubicaron la estación en el antiguo caserío donde actualmente se halla el casco urbano del municipio, entonces perteneciente a Anolaima. Lo benefactor del clima y la fertilidad de la tierra fueron atrayendo nuevos pobladores en los siguientes años, además la travesía en tren desde la sabana era uno de los mejores atractivos turísticos para la sociedad bogotana que con frecuencia visitaba esta región, lo que convirtió tempranamente a este poblado en un lugar de veraneo, no envano estuvo ela residencia de verano del presidente Rafaél Uribe Uribe, funcionó el colegio Colombo-Belga, que aún sobreviven las casas campestres, movimiento que contribuyó al desarrollo de la industria del turismo acorde a las necesidades del momento mientras se fueron construyendo edificios icónicos como La Bagatelle, Fiesole y el famoso hotel Cachipay, el cual también se caracterizó po ofrecer banquetes y fiestas muy de etiqueta y pompo. 
Por Ordenanza N.º 9 del 16 de abril de 1923 se creó la Inspección Departamental de Cachipay, entonces perteneciente al municipio de Anolaima Políticamente  se mantuvo dentro de los lineamientos heredados de libertad, identificándose con la tendencia liberal viraba del comercio. Las características de sus pobladores, el nivel de educación, y civismo alcanzado lo llevó a estar exento de la violencia política de los años 50, pero hubo presiones a una escala menor que en otros lugares del país. También en la década de 1950 se construyó la actual parroquia católica Nuestra Señora del Carmen en un terreno donado por la familia Zalazar. Ya para 1800 la gran mayoría del paisaje rural se cubrió de cafetales, siendo ésta la base de la economía municipal hasta finales del siglo XX.

### Hacia la municipalización
En 1968 se presentó un proyecto de Ordenanza para convertir a Cachipay en municipio. En 1975 cesó el paso del tren como medio de comunicación y transporte de carga, por el uso  intensivo del transporte en automóvil, y por problemas inherentes a toda empresa estatal. 
En 1982 se declaró municipio mediante ordenanza N.º 006 emanada por la Asamblea de Cundinamarca, siendo gobernador Julio César Sánchez García, y se eligió a su primer alcalde, Ramiro Castañeda. La oposición de las autoridades civiles de Anolaima fue un obstáculo inicial, pero en 1991 se confirmó a Cachipay como el municipio 114 de Cundinamarca, lo anterior, gracias a la unión ciudadana encabezada por las señoras Dora Inés Rodríguez de Anzola quién también formó parte del Concejo municipal de Anolaima y posteriormente de Cachipay, la señora María Nery Alcira Rodríguez de Guzmán, los señores Rafaél Antonio Rodríguez Calderón también concejal, Alfonso Borraes, Álvaro Nieto y muchos otros que apoyaron ese movimiento.
El Colegio Departamental  Alfonso López Pumarejo también fue un logro de la Concejal Dora Inés Rodríguez de Anzola en respuesta a la necesidad de que los jóvenes de Cachipay contaran con una bachillerato que les permitiera graduarse como bachilleres dado que el colegio Parroquial Santa Cruz no ofrecía si no hasta el 4 grado de bachillerato.
La caída del precio internacional del café sumado a la crisis económica que se presentó a partir de 1998, produjo cambios sustanciales a la producción primaria de la economía, así extensas fincas cafeteras fueron reemplazadas por cultivos de flores y follajes para exportación.
El día 30 de marzo del año 2000, las instalaciones de la casa de gobierno donde funcionan la registraduría, la policía, el concejo y la alcaldía fueron víctimas de un atentado terrorista perpetrado por las FARC con un carro-bomba; la explosión de 50 kilos de dinamita dejó tres muertos y cerca de 20 heridos. El 28 de mayo de 2002, el comandante de la Policía Sargento Viceprimero Juan de Dios Poveda Forero y un patrullero fueron emboscados y asesinados por miembros de este grupo subversivo en la vereda Tablanca.

El alcalde electo Jorge Chávez fue destituido en 2006 y reemplazado tras elecciones atípicas por Fernando López. En las elecciones de 2023 fue elegido Luis Orlando Garzón Acuña quien ejerce actualmente el cargo.

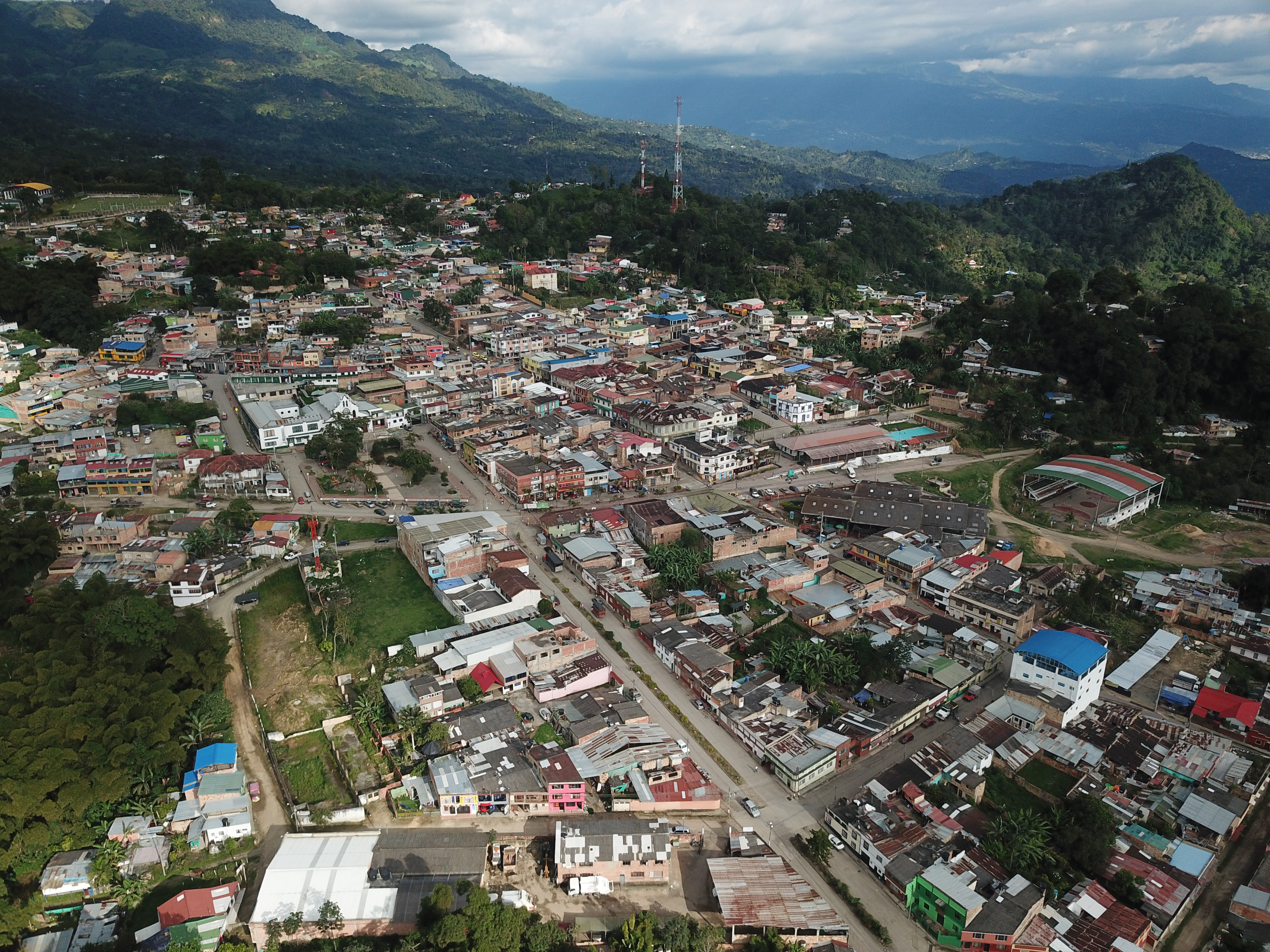
Vista panorámica del casco urbano.

## Turismo

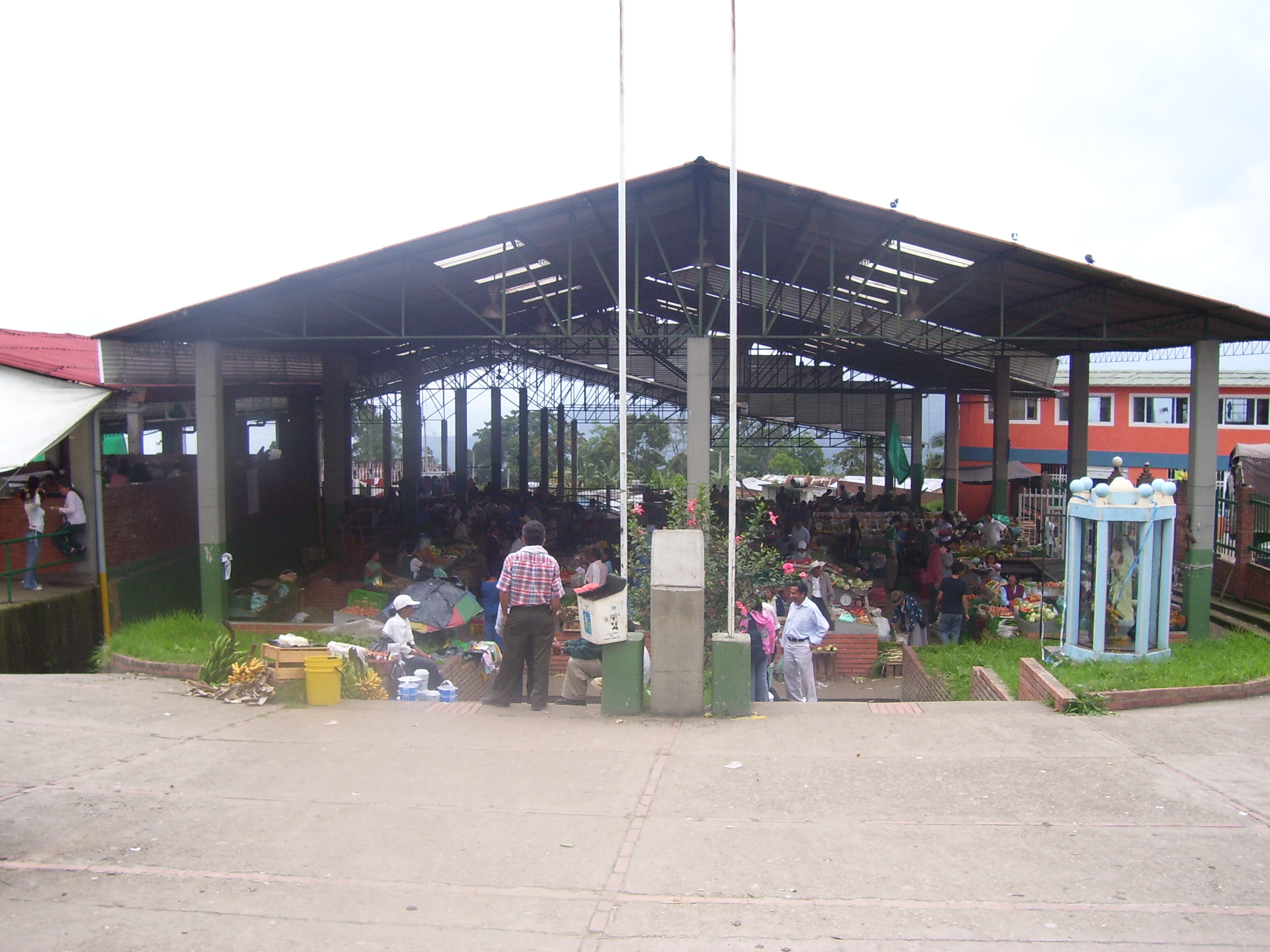
Plaza de Mercado.

- Antigua Estación del Tren
- Casa de la Cultura
- Casa Municipal de la Moneda
- Estadio Municipal
- Nacimiento del Río Bahamón
- Petroglifo
- Hacienda Mesitas de Santa Inés

## Economía
La economía es mayoritariamente agropecuaria, pero en muchos casos se dedican las fincas como lugares de veraneo, lo que promueve el turismo del municipio. También hay pequeñas industrias de artesanía. Dentro de la industria agropecuaria se destacan la del café, las flores, la producción de diversidad de frutas, ganado vacuno, porcino, aves y piscicultura, entre otras actividades.

## Ecología
El turismo ecológico es una actividad que se practica con frecuencia en el municipio. La conservación de fuentes hidrológicas ha tenido prioridad en los años recientes. La flora y fauna típicamente andina, es muy admirada y se procura mantener un equilibrio desde políticas públicas.
En Cachipay se han destinado 38 hectáreas de reserva forestal para la conservación de las especies silvestres en la parte alta, zona de nacimiento del río Bahamón.

## Gobierno

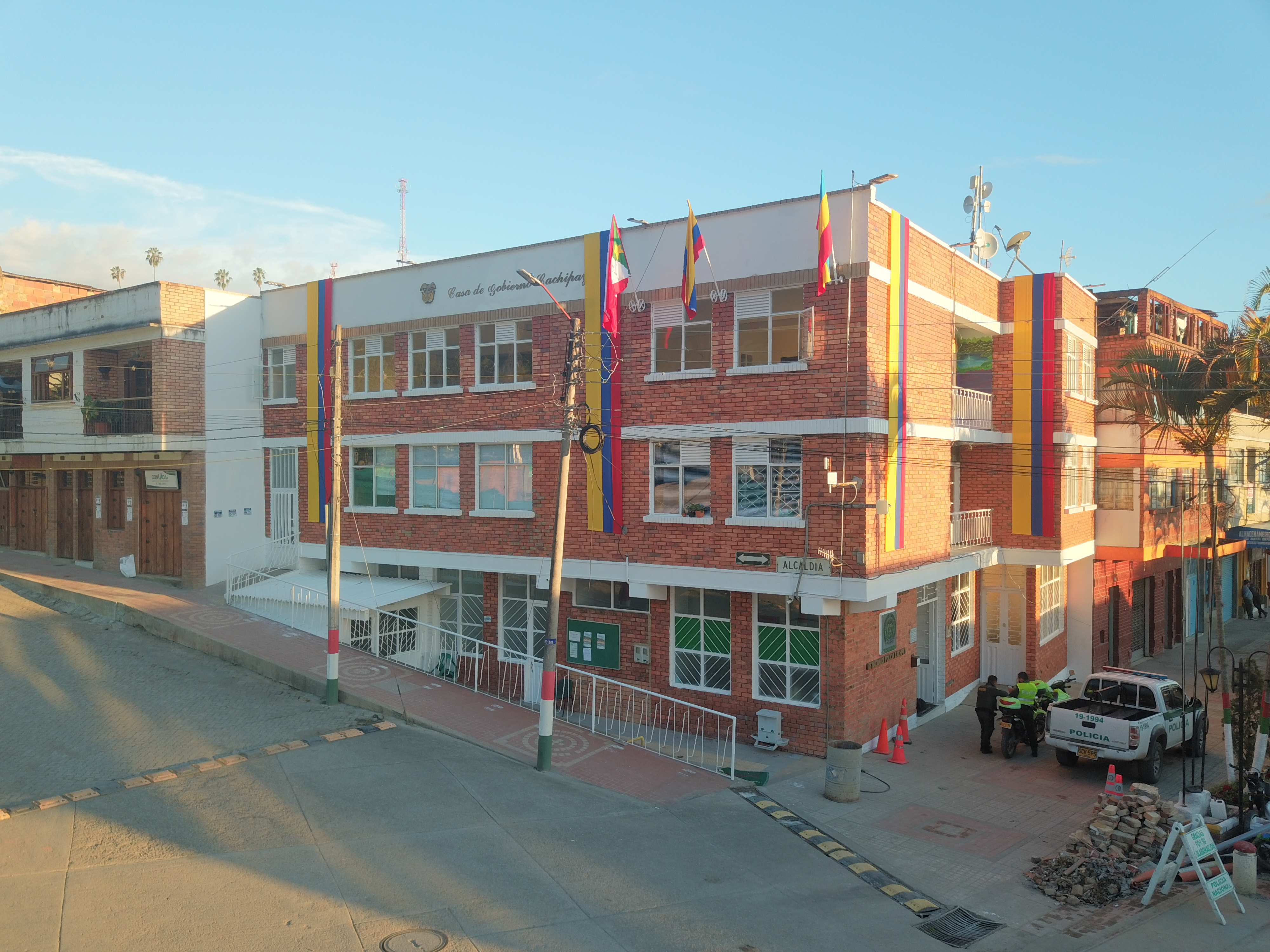
Casa de Gobierno.

El gobierno municipal es representado por un alcalde de elección popular para un periodo de cuatro años, y un Concejo Municipal de 9 miembros en iguales circunstancias. En cuanto al sistema judicial, funciona en Cachipay un juzgado pero las oficinas de la Fiscalía están en los vecinos municipios de La Mesa y Anolaima. 
El municipio se encuentra dentro de la jurisdicción del Batallón Colombia de Infantería, perteneciente a la decimotercera brigada. Adicionalmente se encuentra la estación de policía del municipio.
- Alcalde: Luis Orlando Garzón Acuña.
- Concejo Municipal: 9 miembros.

### Histórico de Alcaldes Democráticamente Elegidos
| N° | Alcalde                                  | Fecha de inicio    | Fecha final             | Partido                    |
| -- | ---------------------------------------- | ------------------ | ----------------------- | -------------------------- |
| 01 | Néstor Quevedo Barragan                  | 1 de junio de 1988 | 1 de junio de 1990      | Partido Liberal Colombiano |
| 02 | Luis Antonio Mendoza                     | 1 de junio de 1990 | 1 de junio de 1992      | Partido Liberal Colombiano |
| 03 | Miguel Ángel Barbosa Rico (I alcaldía)   | 1 de junio de 1992 | 31 de diciembre de 1994 | Partido Liberal Colombiano |
| 04 | Jorge Isauro Rojas Parrado               | 1 de enero de 1995 | 31 de diciembre de 1997 | Movimiento Ciudadano       |
| 05 | Miguel Ángel Barbosa Rico (II alcaldía)  | 1 de enero de 1998 | 31 de diciembre de 2000 | Partido Liberal Colombiano |
| 06 | Allvaro Moya Silva                       | 1 de enero de 2001 | 31 de diciembre de 2003 | Partido Liberal Colombiano |
| 07 | Jorge Enrique Chaves Ramírez             | 1 de enero de 2004 | Destituido 2006         | Partido Liberal Colombiano |
| 08 | Edgar Fernando López Aldana              | Encargado 2006     | 31 de diciembre de 2007 | independiente              |
| 09 | Henry Ávila Gómez                        | 1 de enero de 2008 | 31 de diciembre de 2011 | Colombia Viva              |
| 10 | Miguel Ángel Barbosa Rico (III alcaldía) | 1 de enero de 2012 | 31 de diciembre de 2015 | Partido Liberal Colombiano |
| 11 | Allvaro Moya Silva                       | 1 de enero de 2016 | 31 de diciembre de 2019 | Cambio Radical             |
| 12 | Efraín Moncada Sánchez                   | 1 de enero de 2020 | 31 de diciembre de 2023 | Partido de la U            |

## Población
Etnológicamente la población mestiza es mayoritaria, pero también se encuentran grupos importantes de blancos. Por el contrario, la población de afrocolombianos es escasa y la de indígenas es casi nula.

## Medios de comunicación
Actualmente en el municipio de Cachipay funciona la emisora La 89.6 FM, estación con cubrimiento regional y por internet.

## Movilidad
A Cachipay se llega por Soacha desde la Avenida Indumil en variante de Mondoñedo por Tena hasta el sector de la Gran Vía antes de La Mesa, pasando por la apte oriental de esta última hacia el norte, pasando hacia el centro poblado de El Ocaso en Zipacón hasta llegar al casco urbano cachipayuno y más al norte se puede ir a Anolaima.
También se llega desde el oriente por Facatativá desde la Troncal de Occidente (vereda madrileña El Corzo) procedente de Bogotá (Avenida Centenario hasta el río Bogotá), pasando por Zipacón al suroeste hasta el casco urbano cachipayuno.